# McIntosh Laboratory
 (juin 2025).
Si vous disposez d'ouvrages ou d'articles de référence ou si vous connaissez des sites web de qualité traitant du thème abordé ici, merci de compléter l'article en donnant les références utiles à sa vérifiabilité et en les liant à la section « Notes et références ».
McIntosh Laboratory est un fabricant de matériel audio haut de gamme basé à Binghamton, New York. Fondée en 1949 par Frank McIntosh, la firme est connue pour la qualité de ses produits, des amplificateurs à tubes électroniques depuis les années 1960, aux amplificateurs à transistors.